# Hiatellidae
Famille
Synonymes
- Panopeidae Bronn, 1862[1]
- Pholeobiidae Leach, 1852[1]
- Saxicavidae Swainson, 1835[1]

Les Hiatellidae sont une famille de mollusques bivalves.

## Liste des genres
Selon World Register of Marine Species (25 novembre 2020) :
- Cyrtodaria Reuss, 1801
- Hiatella Bosc, 1801
- Panomya Gray, 1857
- Panopea Ménard de la Groye, 1807

Auxquels l'ITIS ajoute :
- genre Saxicavella P. Fischer, 1878